# 永野いち夏
永野 いち夏（ながの いちか、1997年11月23日 - ）は、日本のAV女優、元アイドル。DINO所属。

## 経歴
女性アイドルグループの「ベボガ!」（結成時は「ベースボールガールズ」）に2014年12月21日加入。2018年1月6日に日本コロムビアからメジャーデビュー。2018年5月1日に活動辞退。アイドル時代は、Hとはまったく無縁の生活を送っていた。
2019年6月20日、「永野いち夏」と芸名を改めAV女優としてデビュー。AVデビュー作では18歳という設定となっている。
デビュー作は数量限定生産されたため数週間で初回生産分が完売。同年の光文社「FLASH」2019年10月1日号で「令和でいちばん売れているセクシー女優」の肩書で週刊誌グラビアを解禁。
2019年12月4日、スカパー!アダルト放送大賞2020にて、新人女優賞にミッドナイト・ブルー推薦でノミネート。

## 人物
アイドル活動休止後は、しばらくアパレル関係で勤務。この時、事務所関係者に声を掛けられ、AVやヌード撮影には抵抗はあったが、撮影や自分を見せる事には興味があり、1度はやってみよう、合わなければ一度きりにしよう。今しか出来ない事をやろうと決意。最後は好奇心に従った。未知の世界だったが、撮影現場を体験してプロの世界だと感じたという。
初体験は高校1年生。当時交際していた彼氏。AVデビューまでの経験人数は、3人。AVデビューするまでは、性欲があまりなく、エッチなことを考えるのが恥ずかしいと思っていた。
痩せやすい体質で公式プロフィールでは38キロだが、普段の体重は35キロ前後。ただし痩せ過ぎると、おなかが目立つ事、AV女優として痩せ過ぎは良くない事から、ヨーグルトを飲んで調整している。
ベボガ時代のメンバーとは職種を変えた後も交友を続けている。

## 作品

### アダルトビデオ
「SODクリエイト」専属

#### 2019年
- 永野いち夏 AV DEBUT（6月20日）
- 永野いち夏 AV debut 2nd 性・欲・解・放 最大身長差40cm以上最大体重差60kg以上 大男たちのデカチン相手に朝から晩まで8時間 ず～っとガリバーセックス!（9月26日）
- いち夏、覚醒。汁まみれ 汗だく舐め合い体液どろどろ!濃密に絡み合う濃度200％のとてつもなくイヤラシイ性交（10月24日）
- 学校一の美少女がなぜか僕にだけパンチラを見せて挑発してくる小悪魔誘惑セックス（11月21日）
- アイドルがねっとりと舌と舌、唾液まで絡ませる濃密接吻!脳がとろけるほどの濃厚キスでお互いを求め合うベロチュウ性交（12月26日）

#### 2020年
- 敏感微乳乳首の幼気な美少女は変態性欲者の兄の性処理玩具として毎日犯されている（1月23日）
- 小柄な元アイドル美少女がデカチンでイキ狂う! 限界イカセ 何回イっても止まらない巨根超絶激ピストン（2月20日）
- 幼顔の文学系美少女が30歳以上も年の離れた中年教授をねっとりやさしく痴女る（3月26日）
- 永野いち夏 夢みるカノジョの想い出 AV女優になりたい彼女とセックスの練習のためにハメまくったある冬の記憶。（4月23日）
- M男ハウスに1泊♪奴隷チ○ポで痴女ってあそぶニコニコえすかれ～とアイドルの悶絶いじめヌキ＆激ピス強要SEX24時（5月21日）
- 生まれたての子鹿の如く崩れ落とす 1日中超ピストン性交（7月9日）
- ゴム付けないだけでこんなに気持ちイイの!?感度倍増イキまくり初めての中出しナマSEX（9月10日）
- 媚薬×華奢なカラダ×激ピストン 頭がおかしくなるほどイカされてお漏らし噴射!キメセク大絶頂!!（11月12日）
- 純白ロ○ータに痴女られたい（12月10日）

#### 2021年
- 10年ぶりに再会した幼馴染みに逆上暴走無理やり馬乗りプレス（1月8日）
- 微乳リトル小悪魔乳首ッチの悶絶乳首責めぶっ壊しエンドレス痴女責めSPECIAL!!!（2月11日）
- オシッコに向かう途中に即ハメ!即ズボ!快感に耐え切れず失禁しながらガクブル絶頂!!（3月11日）

専属解除後
- 「私の思春期ワレメで家賃を払わせてください…」 死ぬほど嫌いな中年オヤジ（大家）に弱みを握られ身動きできない状態でイタズラ愛撫と中出しでイキ堕ちる 永野いち夏（5月1日、ワンズファクトリー）
- 担任教師を放課後ラブホに連れ込んで一晩中精子を搾り取る小悪魔美少女逆NTR 永野いち夏（5月7日、BeFree）
- 円女交際 中出しoK18歳 ちっぱいロ●っ娘美少女 永野いち夏（5月7日、パコパコ団とゆかいな仲間たち/妄想族）
- お見舞いに来たヤンチャな幼馴染が動けない僕の敏感チクビをこねくり遊んで禁欲チ○ポをこっそりバカ連射！！ 永野いち夏（5月13日、ムーディーズ）[14]
- 鉄板！初降臨！妖精小悪魔が執拗に濃厚に密着接吻 射精を支配し痴女ル！ 永野いち夏（5月19日、TEPPAN）
- 家出少女とオジサンの小さな恋の物語 永野いち夏（6月1日、プラネットプラス）
- 輪姦計画 女子大生編 永野いち夏（7月7日、アタッカーズ）
- 僕の義理の妹は無自覚にパンチラしてくる恥じらいロリ美少女 永野いち夏（8月1日、マリオン）
- 教頭先生と私の秘密のラブラブ結婚生活 永野いち夏（8月1日、プラネットプラス）
- 日焼け跡の残る連れ子姉妹 工藤ララ 永野いち夏（8月27日、TMA）
- 永野いち夏 笑顔かわいいパイパンメイドのご奉仕エッチ（9月18日、クリスタル映像）※「甘えん坊メイド～」先行配信版
- 永野いち夏 甘えん坊メイドの密着耳元ささやき！ボクのことを好き過ぎるご奉仕メイドとのなんともうらやましい日常。（10月12日、クリスタル映像）

- 放課後ラブホで生徒三人に痴女られ囲まれ、挟まれ、中出しさせられた担任教師の僕。 工藤ララ 花音うらら 永野いち夏（11月23日、痴女ヘブン）

#### 2022年
- ロリマンいち夏、手マンで即イキ、電マで絶頂 永野いち夏（2月1日、S-Cute）

#### 配信限定
- いち夏（2019年8月23日、Imagine）※いち夏名義

### VR
- 【VR】新人 永野いち夏 勉強を教えてあげていたら突然の雷で停電!「一人じゃ怖いからこのまま一緒にいてほしい…」妹のような幼馴染から恋人になった瞬間!密着いちゃラブSEX（2019年6月21日）
- 【VR】永野いち夏 右も左もわからないデリヘル初出勤の訳アリ美少女 お人好しで押しに弱そうなのをいい事に素股からヌルっと挿入!憧れのあのコと秘密の本番体験（2019年8月8日）
- 【VR】元アイドルの激カワ美少女と最初から最後までキス100回SEX（2019年10月28日）
- 【VR】ガチンコ本物アイドルの究極ご奉仕VR 永野いち夏が指舐め、足舐め、顔舐め、乳首舐め、尻穴舐め、身体中を舐め回してくれるドMメイド（2019年12月19日）
- 【VR】トイレがない世界で、女子校のトイレになれるVR クラスのアイドル編（2020年2月6日）
- 【VR】【追跡視点】女子●生 ワゴン車で誘拐強●VR いちかちゃん（2020年3月5日）
- 【VR】【ガン無視VR】彼女はケンカすると無視をするのでどこまで無視できるか激ピスしてみた!※NGシーンのおまけ付き!（2020年4月16日）
- 【VR】全校生徒2名の田舎の分校 あの日の僕らは、やることもなく毎日セックスばかりしていた（2020年7月9日）

## 出演

### ラジオ
- とにかく明るい安村のとにかく丸裸（2019年7月27日・8月3日、文化放送）

### テレビ
- ダラケ! 〜お金を払ってでも見たいクイズ〜 #38-39 スカパー！アダルト放送大賞2020ノミネート女優大集合！人気セクシー女優ダラケのA-1グランプリ2020！！前編・後編（2020年1月13日・27日、BSスカパー!）
- 湯らり鉄道 女子ふたり旅（2020年8月、BSスカパー!）

### ゲーム
- 龍が如く7 光と闇の行方（2020年1月16日、PlayStation 4用ソフト、セガゲームス）乙姫ランド・ソープ嬢 永野いち夏 役 ※写真のみの出演

### パチンコ
- PA豊丸ととある企業の最新作2 SOD 99ver.（2023年10月、豊丸産業）[15][16]